# Wieniotowo
Wieniotowo est une localité polonaise de la gmina rurale d'Ustronie Morskie, située dans le powiat de Kołobrzeg en voïvodie de Poméranie-Occidentale. Elle se situe à environ 14 km au nord-est de la ville de Kołobrzeg et 118 km au nord-est de la capitale régionale Szczecin.

## Géographie

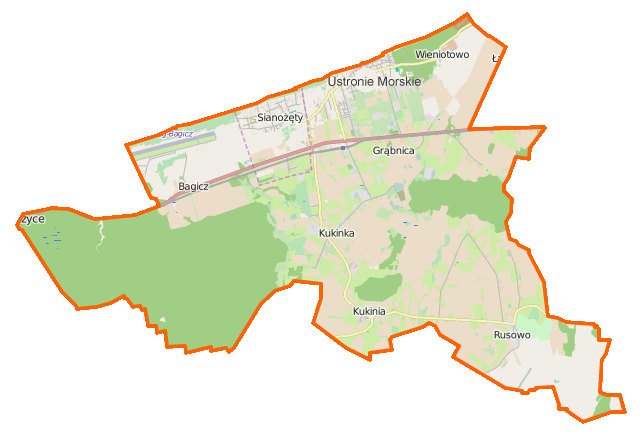
Carte de la gmina de Ustronie Morskie.